# رقص ستاره‌ها
رقص ستاره‌ها (به انگلیسی: Stars Dance) نخستین آلبوم استودیویی خواننده آمریکایی سلنا گومز است که در ۱۹ ژوئیه ۲۰۱۳ از طریق هالیوود رکوردز منتشر شد. گومز برنامه‌ریزی پروژه را از سال ۲۰۱۲ آغاز کرد و اعلام کرد فعالیت گروهش، سلنا گومز و سین دچار وقفه خواهد شد. او کار بر روی آلبوم را تا سال ۲۰۱۳ ادامه داد. رقص ستاره‌ها یک رکورد ئی‌دی‌ام و الکتروپاپ همراه با عناصر دابستپ، تکنو، دیسکو، الکترو هاوس و ورلدبیت است.
رقص ستاره‌ها پس از انتشار نقدهای متفاوتی از سوی منتقدان موسیقی معاصر دریافت کرد؛ بسیاری از آن‌ها تصویر کامل گومز و محتوای آلبوم از نظر ترانه‌سرایی و آواز را تحسین کردند اما در زمینه تولید الکترونیکی سنگین اختلاف نظر داشتند. رقص ستاره‌ها نخستین آلبوم گومز بود که با ۹۷ هزار نسخه فروش در هفتۀ اول، کار خود را در بیلبورد ۲۰۰ ایالات متحده با جایگاه نخست آغاز کرد و همچنین در جدول‌های فروش کانادا، نروژ، مکزیک، تایوان و چین به شمارۀ یک رسید. این چهارمین آلبوم گومز در بیست رتبۀ برتر جدول بریتانیا بود و در جایگاه چهاردهم قرار گرفت. تا سال ۲۰۱۷، آلبوم بیش از ۴۱۰٬۰۰۰ نسخه در ایالات متحده به فروش رساند.
تک‌آهنگ اصلی آلبوم، «بیا بگیرش» به اولین ترانۀ گومز تبدیل شد که به فهرست ده رتبۀ برتر بیلبورد هات ۱۰۰ ایالات متحده راه یافت و همچنین در پادشاهی متحده، ایرلند، کانادا و چندین کشور دیگر در بین ده رتبۀ قرار گرفت. آهنگ در پاپ رادیو نیز موفق عمل کرد و به جایگاه دوم ۴۰ آهنگ برتر جریان اصلی رسید. تک‌آهنگ دوم، «یواشش کن» در سی رتبۀ برتر جدول بیلبورد هات ۱۰۰ ایالات متحده قرار گرفت و در پاپ رادیو به ده آهنگ برتر راه یافت. گومز آلبوم را در چندین اجرای برجسته مانند جوایز موسیقی بیلبورد ۲۰۱۳ تبلیغ کرد. برای پشتیبانی آلبوم، گومز تور کنسرتی را با عنوان تور رقص ستاره‌ها آغاز کرد. 

## زمینه
در ژانویه ۲۰۱۲، گومز اعلام کرد که فعالیت موسیقی خود را به حالت تعلیق در می‌آورد تا بر روی حرفۀ بازیگری خود تمرکز کند و گروهش، سلنا گومز و سین دچار وقفه خواهد شد: «من و گروهم برای مدتی راه خودمان را می‌رویم. امسال همه‌چیز دربارۀ فیلم و بازیگری است.» در اکتبر ۲۰۱۲، گومز اعلام کرد که در حال کار بر روی نخستین آلبوم مستقلش جدای از گروه خود است. در ۱۵ آوریل، گومز برنامه‌های اولین تور جهانی خود، معروف به تور رقص ستاره‌ها را فاش کرد. در ۳ ژوئن، گومز به طور رسمی اعلام کرد که عنوان آلبوم رقص ستاره‌ها خواهد بود و لیست قطعه‌ها و جلد هنری آلبوم را به اشتراک گذاشت.

## فهرست قطعه‌ها
| رقص ستاره‌ها نسخۀ استاندارد | رقص ستاره‌ها نسخۀ استاندارد | رقص ستاره‌ها نسخۀ استاندارد |
| شماره                      | نام                        | مدت                        |
| -------------------------- | -------------------------- | -------------------------- |
| ۱.                         | «تولد»                     | ۳:۲۱                       |
| ۲.                         | «یواشش کن»                 | ۳:۳۰                       |
| ۳.                         | «رقص ستاره‌ها»              | ۳:۳۷                       |
| ۴.                         | «مانند یک قهرمان»          | ۲:۵۶                       |
| ۵.                         | «بیا بگیرش»                | ۳:۵۱                       |
| ۶.                         | «برای همیشه فراموش کن»     | ۴:۱۱                       |
| ۷.                         | «روز را حفظ کن»            | ۳:۵۲                       |
| ۸.                         | «ت.پ.ش»                    | ۳:۰۴                       |
| ۹.                         | «نام خود را بنویس»         | ۳:۱۶                       |
| ۱۰.                        | «سرّی»                      | ۳:۵۳                       |
| ۱۱.                        | «عشق به یاد خواهد داشت»    | ۳:۳۰                       |
| مجموع مدت:                 | مجموع مدت:                 | ۳۹:۰۷                      |

| رقص ستاره‌ها – نسخۀ دیلاکس | رقص ستاره‌ها – نسخۀ دیلاکس      | رقص ستاره‌ها – نسخۀ دیلاکس |
| شماره                     | نام                            | مدت                       |
| ------------------------- | ------------------------------ | ------------------------- |
| ۱۲.                       | «هیچکس مانند تو انجامش نمی‌دهد» | ۳:۵۶                      |
| ۱۳.                       | «موسیقی احساس بهتری دارد»      | ۳:۱۰                      |
| ۱۴.                       | «معشوق درون من»                | ۳:۲۹                      |
| ۱۵.                       | «اینجوری دوسش دارم»            | ۴:۱۶                      |
| مجموع مدت:                | مجموع مدت:                     | ۵۳:۵۴                     |

## تاریخ انتشار
| کشور          | تاریخ           | فرمت                | ناشر            |
| ------------- | --------------- | ------------------- | --------------- |
| هلند          | ۱۹ ژوئیه ۲۰۱۳   | سی‌دی دانلود دیجیتال | یونیورسال       |
| آلمان         | ۱۹ ژوئیه ۲۰۱۳   | سی‌دی دانلود دیجیتال | یونیورسال       |
| سنگاپور       | ۱۹ ژوئیه ۲۰۱۳   | سی‌دی دانلود دیجیتال | هالیوود         |
| مکزیک         | ۲۲ ژوئیه ۲۰۱۳   | سی‌دی دانلود دیجیتال | هالیوود         |
| اسپانیا       | ۲۲ ژوئیه ۲۰۱۳   | سی‌دی دانلود دیجیتال | هالیوود         |
| پادشاهی متحده | ۲۲ ژوئیه ۲۰۱۳   | سی‌دی دانلود دیجیتال | هالیوود         |
| خاورمیانه     | ۲۲ ژوئیه ۲۰۱۳   | سی‌دی دانلود دیجیتال | هالیوود         |
| برزیل         | ۲۲ ژوئیه ۲۰۱۳   | سی‌دی دانلود دیجیتال | هالیوود         |
| فرانسه        | ۲۲ ژوئیه ۲۰۱۳   | سی‌دی دانلود دیجیتال | هالیوود         |
| ایالات متحده  | ۲۳ ژوئیه ۲۰۱۳   | سی‌دی دانلود دیجیتال | هالیوود         |
| ایتالیا       | ۲۳ ژوئیه ۲۰۱۳   | سی‌دی دانلود دیجیتال | هالیوود         |
| اسرائیل       | ۲۴ ژوئیه ۲۰۱۳   | سی‌دی دانلود دیجیتال | هلیکن           |
| ژاپن          | ۲۵ سپتامبر ۲۰۱۳ | سی‌دی دانلود دیجیتال | اوکس مارکتینگ   |
| چین           | ۲۷ اکتبر ۲۰۱۳   | سی‌دی                | استارسینگ کالچر |